# Лазар Трифуновић
Лазар Трифуновић (Београд, 14. јануар 1929 — Париз, 23. јул 1983) био је српски историчар уметности, ликовни критичар и професор Универзитета у Београду.

## Биографија
Основну школу и гимназију похађао је у Београду, дипломирао историју уметности 1955. на Филозофском факултету, на коме је 1960. докторирао са темом „Српско сликарство у првој половини XX века“. На Филозофском факултету у Београду је асистент од 1957. године а 1976. изабран је за редовног професора Историје модерне уметности.
У времену 1962 – 1968. године био је директор Народног музеја у Београду. Оснивач је и једно време директор Савремене галерије у Нишу.
Био је ликовни критичар скоро три деценије. Још као студент почео је да објављује текстове у „Видицима“ и „Народном студенту“. објављујући текстове у НИН-у, Политици, Уметности (где је био главни и одговорни уредник) и другим часописима и листовима.
Био је члан и председник Југословенске секције AICA (Међународно удружење уметничких критичара).

## Делатност
Лазар Трифуновић је стручно деловао у две основне области: као историчар (модерне) уметности и ликовни критичар, уз то и као професор Модерне уметности на београдском Универзитету и музеолог као директор Народног музеја и оснивач и директор Галерије савремене уметности у Нишу.
Трифуновић је био оснивач катедре за Модерну уметност на Филозофском факултету у Београду где је предавао историју модернизма до краја живота. Увео је методологију проучавања српске модерне уметности на основама француске историјско-уметничке науке коју је изнео у капиталном, синтетичком делу „Српско сликарство 1900-1950“ објављеном 1973. а које је настало из његове докторске дисертације 1960. године. Друго, веома важно дело Лазара Трифуновића је антологија „Српска ликовна критика“ објављена 1967. у којој је први пут дат систематизован преглед историје српске уметничке критике од њених почетака до краја шесте деценије. Овим двема књигама Трифуновић је поставио темеље научног изучавања модерне српске уметности и ликовне критике.
Као ликовни критичар редовно је писао за бројне дневне и недељне новине, стручне часописе и друге публикације у којима је пратио текући ликовни живот. Започео је као позоришни критичар да би убрзо, током шесте деценије постао најутицајнији уметнички критичар у времену током кога се бавио тумачењем нових појава на нашој уметничкој сцени. Као критичар НИН-а од 1959. до 1963. године посебно се истакла његова ангажованост у овој области када је јасно раздвајао уметничке од неуметничких појава. Управо у том периоду забележена је и његова зенитна критичарска активност јер је као критичар и историчар београдског енформела написао неке од највреднијих страница српске уметничке критике и теорије уопште, на пример, изложба „Београдски енформел (млади сликари)“ 1962. и изложба и студија „Енформел у Београду“ 1982.
Значајан допринос дао је и као музеолог будући да је бројне иновације унео у делатност Народног музеја у Београду и Галерији савремене уметности у Нишу у којима је био директор. Иако најмлађи директор ове најстарије музејске установе у Србији Трифуновић се није устручавао да унесе новине које су често наилазиле на оштре отпоре академске и уметничке јавности. Држећи се идеје да се и музеологија, као и друге друштвене науке, развија, он је у делатност Народног музеја уносио специфичности које су претходиле потоњим променама у многим музејским институцијама код нас. Изменио је начин рада и организацију ове куће, на нов начин периодизовао је историју српске уметности, променио је поставку примерену том времену, подстицао је кустосе да се много ангажованије поставе према изложбеној делатности итд. На нове основе поставио је саму заштиту културних добара и њихово публиковање итд. Успео је чак за свог мандата и да адаптира ову зграду (1964-1966) чиме је омогућио живљу активност и већи утицај ове установе у јавном животу.

### Књиге
- 1962 Пол Гоген, Југославија, Београд
- 1963 Галерија европских мајстора, Југославија, Београд
- 1963 Моша Пијаде о уметности, Српска књижевна задруга, Београд
- 1964 Петар Лубарда, Сликари и вајари III, Просвета, Београд
- 1964 Леонардо да Винчи, Завод за издавање уџбеника, Београд
- 1966 Винсент Ван Гог, Народни музеј, Београд
- 1967 Српска ликовна критика, (антологија) Српска књижевна задруга, Београд
- 1968 Милан Кашанин, Сабрана дела, Матица српска, Нови Сад, Српска књижевна задруга, Београд
- 1969 Ристо Стијовић, Галерија САНУ, Београд
- 1973 Српско сликарство 1900 – 1950, Нолит, Београд
- 1973 Петар Убавкић, Институт за историју уметности, Београд
- 1973 Сретен Стојановић: О скулптури, Галерија САНУ, Београд
- 1978 Стварност и мит у сликарству Милана Коњовића, Галерија Милана Коњовића, Сомбор
- 1978 Српска цртачко-сликарска и уметничко-занатска школа у Београду (1895 – 1914), Универзитет уметности, Београд
- 1978 Ђура Јакшић, песник и сликар, Гласник, Београд
- 1980 Графички антидизајн Болета Милорадовића, Народни музеј, Крагујевац
- 1982 Од импресионизма до енформела, Нолит Београд
- 1982 Сликарски правци XX века, Јединство, Приштина
- 1983 Сликарство Миће Поповића, Галерија САНУ, Београд
- 1988 Југославија - уметнички споменици од праисторије до данас, Туристичка штампа, Београд

### Предговори каталога (избор)
- 1962 Београдски енформел (млади сликари), Културни центар, Београд
- 1965 Сава Шумановић, Народни музеј, Јајце
- 1967 Асоцијативно сликарство, лирска апстракција, енформел, III тријенале ликовне уметности, Музеј савремен уметности, Београд
- 1969 Ангажована уметност Србији, у Ангажована уметност у Југославији 1919-1969, Словењ Градец
- 1970 Видови савремене апстракције, IV тријенале ликовне уметности, Музеј савремене уметности, Београд
- 1974 Између аниме и логоса, Младен Србиновић, Галерија Културног центра Београд, Београд
- 1976 Од носталгије за завичајем до поетског доживљаја, Богић Рисимовић, Галерија Кулурног центра, Београд
- 1978 Коса Бокшан, Ликовна галерија Културног центра Београда, Београд
- 1982 Енформел у Београду, Уметнички павиљон „Цвијета Зузорић“, Београд
- Савремена уметност у Југославији, Београд

### Студије и критике (избор)
- 1954 Лубардина слика „Косовски бој“, Ослобођење, бр. 1, август, Сарајево
- 1957 Сретен Стојановић, Умјетност бр. 3, октобар, Загреб
- 1957 Лево крило руског модерног сликарства, Израз, бр. 5, Сарајево
- 1957 Неки проблеми генезе социјалистичког реализма у руском сликарству, Израз, бр. 11, Сарајево
- 1957 Човек пред сликом, Дело, бр. 3, Београд
- 1958 Василиј Кандински, Израз бр. 7, 8, 9, Сарајево
- 1958 Неке појаве у послератном српском сликарству, Дело, бр. 3, pp. 548-563, Београд
- 1958 Уметност Зорана Петровића, Умјетност, бр. 2, Загреб
- 1959 Модерне игре смрти, НИН, 5. јули, Београд
- 1959 Уметност наивних, НИН, 16. август, Београд
- 1959 Путовање у сликарство, Железничке новине, год. 1, бр. 8, 30. децембар, Београд
- 1960 Загонетни свет Лазара Вујаклије, НИН, 17. април, Београд
- 1960 Деветорица у Дубровнику, НИН, јули, Београд
- 1960 Модерни натурализам, НИН, 9. септембар, Београд
- 1961 Српско сликарство ХХ века, Савременик, бр. 10, pp. 286-296, Београд
- 1961 Од револуционарне до грађанске уметности, НИН, 11. јун, Београд
- 1961 Мит о Мештровићу, Данас, 30. август, Београд
- 1961 Октобарски салон - у знаку младих генерација, НИН, 5. септембар, Београд
- 1961 Америчко сликарство, НИН, 23. септембар, Београд
- 1962 Бели простори Габријела Ступице, НИН, 25. фебруар, Београд
- 1962 Редуктивни метод Стојана Ћелића, НИН, 8. април, Београд
- 1962 Синтеза - шта је то?, Данас, 4. јули, Београд
- 1962 Човеково право на уметност, Политика, 21. октобар, Београд
- 1962 Између сна и структуре, НИН, 28. октобар, Београд
- 1963 Проблеми слике, Данас, бр. 47, 27. фебруар, Београд
- 1963 Самоубиство слике, Политика, 27. октобар, Београд
- 1963 Бијелићева животна поезија, Политика, 31. децембар, Београд
- 1964 Индустријско обликовање, Политика, 12. април, Београд
- 1964 У сусрет теорији уметности, Политика, 9. август, Београд
- 1965 Магија предмета и ствари, Политика, 1. јануар, Београд
- 1965 Надежда Петровић, Сликар српског предела, Политика, 25. април, Београд
- 1965 Милена Павловић Барили, Браничево, бр. 3, Пожаревац
- 1965 Прва Југословенска уметничка изложба, Комунист, 23. септембар, Београд
- 1968 Српско сликарство између два светска рата, НИН, 24. новембар, Београд
- 1968 Уметност Октобра, Уметност, бр. 13, Београд
- 1969 Блистави реп Медиалине комете, Политика, 19. јануар, Београд
- 1969 Стара и нова уметност, Зограф, бр. 3, Галерија фресака, Београд
- 1969 Савремена америчка уметност, Уметност бр. 17, јануар-март, Београд
- 1969 Ликовне основе и особености фотографије, Новинарство, бр. 3-4, Београд
- 1970 Недељко Гвозденовић, Израз, бр. 10, pp. 285-293, Сарајево
- 1970 Надреализам и 'социјална уметност', Уметност, бр. 21, Београд
- 1970 Путеви и раскршћа српске скулптуре, Уметност, бр. 22, Београд
- 1970 Стваралачка способност нове уметности, Политика, 18. јули, Београд
- 1971 Вера Божичковић Поповић, Уметност, бр. 21, јануар-март, Београд
- 1971 Југословенска изложба у Паризу, Уметност, бр. 25-26, Београд
- 1971 Ликовни израз Косовског предања, Књижевне новине, бр. 385, 27. фебруар, Београд
- 1972 Фотографија између сликарства и филма, Фото-кино ревија, бр. 4, Београд
- 1979 Скулптура као биографија, Матија Вуковић, Борба, 3. фебруар, Београд
- 1982 О Спомен-збирци Павла Бељанског, 3+4, бр. д, Катедра за Историју уметности, Филозофски факултет, Београд
- 1982 Девојка с лаутом, Књижевне новине, 11. новембар, Београд
- 1982 Од рационалног ка метафизици, Данас, 16. новембар, Београд
- 1982 Марко Челебоновић, Данас, 21. децембар, Београд